# USS Ault (DD-698)
O USS Ault (DD 698) foi um Destroyer norte-americano que serviu durante a Segunda Guerra Mundial.

## Comandantes
| Comandante                      | Data                   |
| ------------------------------- | ---------------------- |
| Cdr. Joseph Caldwell Wylie, Jr. | 31 de Maio de 1944 -?? |